# Caesalpinia yucatanensis
Caesalpinia yucatanensis är en ärtväxtart som beskrevs av Jesse More Greenman. Caesalpinia yucatanensis ingår i släktet Caesalpinia och familjen ärtväxter.

## Underarter
Arten delas in i följande underarter:
- C. y. chiapensis
- C. y. hondurensis
- C. y. yucatanensis